# سعادين كبوشية الشكل
الفصيلة السَّبُوسِيَّة أو فصيلة السبوسيات أو فصيلة قرود السيبيداي واحدة من خمس فصائل من قرود العالم الجديد تم التعرف عليها حتي الآن. وهي تشمل قرود كبوشاوات (capuchin monkeys) والقرود السنجابية . وتوجد هذه الأنواع في جميع أنحاء أمريكا الجنوبية وأمريكا الوسطى الاستوائية وشبه الاستوائية.

## الخصائص
تعتبر قرود السيبيد (Cebid) من الحيوانات الشجرية التي نادرًا ما تطوف عبر الأرض. وهي بصفة عامة قرود صغيرة يتراوح حجمها  بدرجة أكبر من قرد الكابوتشين البني، بطول جسم من 33 حتي 56 سم، ووزن من 2,5 حتي 3,9 كجم. وهي إلى حدٍ ما متغيرة في الشكل واللون، ولكن جميعها لديه الأنوف الواسعة المسطحة التقليدية لقرود العالم الجديد.
كما أنها قرود قارتة(كائنات تتغذى على المواد الحيوانية والنباتية)، تأكل في الغالب الفاكهة والحشرات، على الرغم من أن نِسب هذه الأطعمة متفاوتة بشكل كبير بين الأنواع. ولديها تركيبة الأسنان:{\displaystyle {\tfrac {2.1.3.2-3}{2.1.3.2-3}}}
وتلد الإناث واحدًا أو اثنين من الصغار بعد فترة حمل ما بين 130 و170 يومًا اعتمادًا على الأنواع. وهي حيوانات اجتماعية، تعيش في مجموعات يتراوح عدد أفرادها بين خمسة وأربعين فردًا، مع الأنواع الصغرى مكونة عادةً مجموعات أكبر. كما أنها قرود نهارية في عاداتها.

## التصنيف
كانت قرود العام الجديد مُقسمة سابقًا بين فصيلة (قشيات) وهذه الفصيلة. ومنذ بضع سنوات أخيرة، تم وضع قرد المرموسيت، وقرد الطمارين، وقرد الأسد كفصيلة فرعية (Callitrichinae) في فصيلة السيبيداي، ونقل الأجناس الأخرى من فصيلة السيبيداي إلى الفصائل (سعدان ليلي)، و(سعادين ساكية) و(سعادين عنكبوتية). وفي أحدث التصنيفات لقرود العالم الجديد، تم تقسيم فصيلة (Callitrichids) مجددًا، وترك قرود الكابوتشين والقرود السنجابية في هذه الفصيلة.
- فصيلة السيبيداي: الكابوتشين والقرود السنجابيةكبوشي أبيض المقدمة (Cebus albifrons)
  - الفصيلة الفرعية (كبوشاوات)
    - جنس (كبوشي)

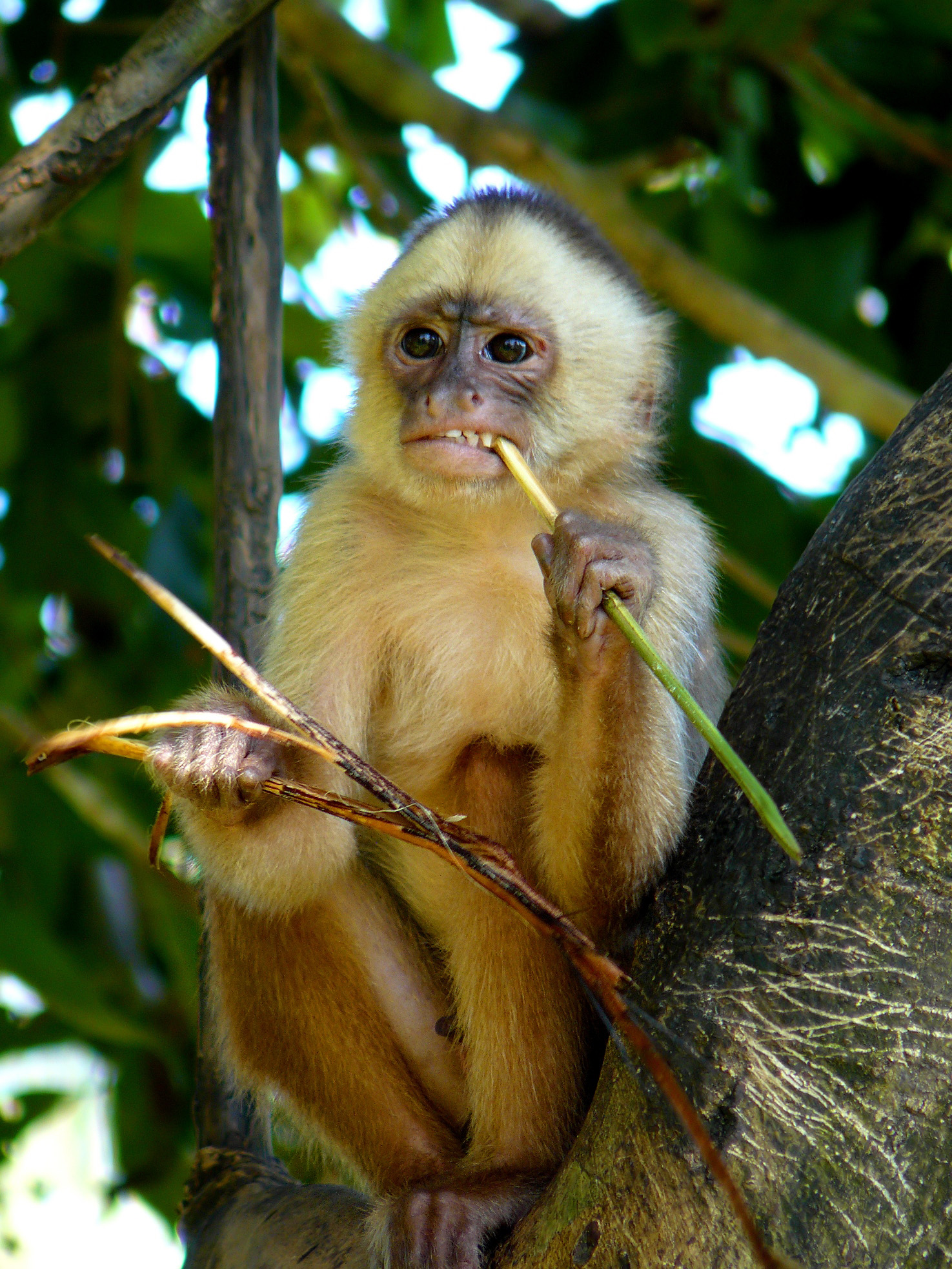
كبوشي أبيض المقدمة (Cebus albifrons)

      - قرد كبوشي الكابوري، (Cebus kaapori)
      - قرد كبوشي المقلنس، (Cebus olivaceus)
      - قرد كبوشي أبيض الرأس، (Cebus capucinus)
      - قرد كبوشي ذو الجبهة البيضاء، (Cebus albifrons)

    - جنس (Sapajus)
      - قرد كبوشي المخطط باللون الأسود، (Sapajus libidinosus)
      - قرد كبوشي الأسود، (Sapajus nigritus)
      - قرد كبوشي الأشقر، (Sapajus flavius)
      - قرد كبوشي ذو البطن الذهبية، (Sapajus xanthosternos)
      - قرد كبوشي العنقودي، Sapajus apella

  - الفصيلة الفرعية (سعدان سنجابي)
    - جنس (سعدان سنجابي)
      - القرد السنجابي ذو الأذنين الظاهرين، (Saimiri ustus)
      - القرد السنجابي الأسود، (Saimiri vanzolini)
      - القرد السنجابي ذو القبعة السوداء، (Saimiri boliviensis)
      - قرد أمريكا الوسطى السنجابي، (Saimiri oerstedi)
      - القرد السنجابي الشائع، (Saimiri sciureus)

## الأصناف المنقرضة
- الفصيلة الفرعية (كبوشاوات)
  - جنس (Acrecebus)
    - Acrecebus fraileyi

  - جنس (Dolichocebus)
    - Dolichocebus gaimanensis

  - جنس (شلسيبوس)
    - شلسيبوس

  - جنس (سعدان سنجابي)
    - Neosaimiri fieldsi

  - جنس (Laventiana)
    - Laventiana annectens